# (37129) 2000 VZ22
2000 VZ22 (asteroide 37129) é um asteroide da cintura principal. Possui uma excentricidade de 0.04207430 e uma inclinação de 1.01384º.
Este asteroide foi descoberto no dia 1 de novembro de 2000 por LINEAR em Socorro.